# Ready Teddy
Ready Teddy ist ein Rock-’n’-Roll-Song, der von John Marascalco in Zusammenarbeit mit Bumps Blackwell für Little Richard geschrieben wurde. Er wurde erstmals im Juni 1956 auf Specialty Records veröffentlicht. Als Songstruktur dient der im Rock ’n’ Roll häufige zwölftaktige Blues; der Text ist eine Einladung zum Spaß am Feiern. Ready Teddy wurde durch viele zeitnahe Coverversionen schnell zu einem Standard des Rock ’n’ Roll, der auch von Musikern in Europa aufgegriffen wurde. Auch während des Rock-’n’-Roll-Revivals in den 1970er Jahren und in der Neo-Rockabilly-Szene seit den 1990er Jahren fand der Titel Interpreten. Der Song erreichte in Little Richards Originalversion Platz acht der Rhythm-and-Blues-Charts und als Crossover Platz 44 der Popcharts des Billboard-Magazins. Keine der mindestens 50 Coverversionen konnte dem Original in die Charts folgen.

## Entstehung
Nachdem der junge Songwriter John Marascalco aus Grenada, Mississippi, vergeblich versucht hatte, seine Komposition Rip It Up an Elvis Presley weiterzugeben, hörte er Little Richards zweite Single Long Tall Sally bei deren Radiodebüt. Der Moderator Gene Nobles brachte ihn exklusiv in der Samstagabendsendung „Randy’s Record Hi-Lights“ beim in Nashville ansässigen Sender WLAC, als Marascalco mit einigen Freunden am Yalobusha River die Autoradios spielen ließ. Hatte Little Richards Debütsingle Tutti Frutti Marascalco noch kalt gelassen, war er vom energiereichen Rock ’n’ Roll von Long Tall Sally begeistert und verkündete seinen Freunden, er werde für Little Richard einen Song schreiben. Am Folgetag skizzierte er während des Kirchgangs den Refrain. Mit seinem Freund Louis Breeland, der in Long Beach, Kalifornien, bei der Navy stationiert war, fuhr er nach Los Angeles, um der Plattenfirma Specialty Records den Titel für Little Richard anzubieten.
Während der fünftägigen Autofahrt im März 1956 vollendete er Ready Teddy. In der Geschäftsstelle von Specialty traf er zuerst Dorothy Rupe an, die Gattin des Labelbesitzers Art Rupe, die den Produzenten und A&R-Manager Bumps Blackwell aus dem angeschlossenen Aufnahmestudio rief. Marascalco, der weder eine Demoversion noch ein Begleitinstrument parat hatte, sang Blackwell den Song vor. Blackwell gefiel der Titel und er fragte nach weiteren verfügbaren Stücken. So intonierte Marascalco auch Rip It Up und der Produzent schickte ihn mit einigen Änderungsvorschlägen fort. Marascalco setzte sie am folgenden Tag am Strand um, schrieb die Neufassungen im Motel auf Schreibmaschine nieder und brachte sie am folgenden Montag erneut zu Specialty. Nach Absprache mit einem anwesenden Vertriebspartner entschied sich Blackwell, beide Titel mit Little Richard einzuspielen. Dabei erhoffte er sich eine doppelseitige Hit-Single, wenn er beide Songs als zwei Seiten einer Vinylsingle kombinieren würde. Zudem ließ Marascalco mit Rock ’n’ Roll Dance eine weitere Song-Skizze im Specialty-Büro zurück, die von Blackwell für Lloyd Price überarbeitet wurde.
Die erste Aufnahme der Songs erfolgte am 9. Mai 1956 in Cosimo Matassas J&M Studio in New Orleans, wo Little Richard bereits Tutti Frutti und Long Tall Sally eingespielt hatte. Es musizierte unter Blackwells Leitung die Studio Band mit Edgar Blanchard und Ernest McLean an den Gitarren, Frank Fields am Bass, Lee Allen am Tenorsaxophon, Alvin Tyler am Baritonsaxophon und Earl Palmer am Schlagzeug. Von Ready Teddy sind wenigstens fünf Takes erhalten, wahrscheinlich wurde Take 6 von Art Rupe für die Veröffentlichung auf Single gemastert.

## Musikalischer Aufbau
Wie im Rock ’n’ Roll häufig, basiert Little Richards Ready Teddy auf einem zwölftaktigen Bluesschema, dessen funktionalen Akkorde sich mit der Stufentheorie darstellen lassen. Dabei entspricht die erste Stufe der Tonika, die vierte Stufe der Subdominante und die fünfte Stufe der Dominante:
||0I0 |0I0|0I0|0I0|0IV0|0IV0|0I0|0I0|0V0|0IV0|0I0|0I0||
Die vier beginnenden Takte auf der ersten Stufe dienen als Strophe, die Takte fünf bis zwölf als Refrain. Die dritte und vierte Strophe sind um weitere vier Takte Tonika erweitert. Die Liedabfolge beginnt mit den Strophen eins bis drei, worauf zwei aufeinanderfolgende Schemata das Saxophonsolo aufnehmen. Daraufhin werden die Strophen zwei und drei wiederholt. Mit der vierten Strophe kommt der Song zum Abschluss. Somit wird das Bluesschema achtmal wiederholt. Die Strophen werden als Stop-Times dargeboten, indem die Rhythmusgruppe und Holzsektion jeweils nur einzelne Schläge im Back- und Offbeat eines Taktes spielen und ansonsten schweigen, während der Sänger stakkatohaft und in reduzierter Melodieführung den Text „brüllt“. Spätere Coverversionen variierten den durch das Original vorgegebenen Ablauf.

## Inhalt
Ready Teddy ist einer aus einer langen Reihe von sich reimenden Song-Titeln aus Little Richards Repertoire wie Tutti Frutti, Heeby-Jeebies oder Good Golly Miss Molly. Marascalco, der sein Songwriting von den ihn umgebenden Alltagsszenen inspiriert weiß, erklärte den Titel mit dem Synonym „hot to trot“ (deutsch: heiß, scharf), einem Slangausdruck aus den Südstaaten. Thematisch umfasst der Text eine Einladung an jedermann, Spaß zu haben, und steht damit in der Tradition des Bill-Haley-Songs Rock Around the Clock. Auch Roy Browns Good Rocking Tonight, Shirley and Lees Let the Good Times Roll und Fats Dominos I’m Ready haben mit Ready Teddy die herausgebrüllte Bereitschaft des Vortragenden gemein, die Nacht durchfeiern zu wollen. Stuart Colman bescheinigt dem Autor John Marascalco großes Talent, da die verwendeten Motive der Jugendkultur aus einem völlig anderen sozialen Milieu zu stammen scheinen, wo „Wendungen wie ‚flattop cats‘ (deutsch: Typen mit Bürstenhaarschnitt) und ‚dungaree dolls‘ (deutsch: Mädchen in Latzhosen) Antithesen zu einer Welt bilden, in der der Fassonschnitt und Perlen-Twinsets die Norm waren.“ Insbesondere der Vers „The music really sends me; I dig the crazy style.“ (deutsch: Diese Musik treibt mich richtig an, auf diesen irren Stil fahre ich total ab.) erkläre, worum es bei der neuen Musikrichtung Rock ’n’ Roll im Wesentlichen gehe.

## Veröffentlichungen
Erst am 31. Mai 1956 ließ Venice Music, der Musikverlag des Labelchefs Art Rupe, den Titel in der Library of Congress registrieren; gerade rechtzeitig vor der Veröffentlichung am 1. Juni zusammen mit Rip It Up als zwei Doppel-A-Seiten auf Specialty 579. Für beide Titel ließ sich der Produzent sein Arrangement mit Autorenrechten würdigen, so dass seitdem Marascalco und Blackwell als Co-Autoren auf Veröffentlichungen zu finden sind. Die Single kam sowohl als 10-Zoll-Schellacksingle als auch auf 7-Zoll-Vinyl heraus. Die Lizenz für Großbritannien, Deutschland, Italien, Brasilien, Japan und Neuseeland hatte London Records inne. In Belgien erschien die Single auf Ronnex Records, in den Niederlanden auf Artone Records und in Kanada auf Regency Records. Die Erstveröffentlichungen außerhalb der Vereinigten Staaten zog sich allerdings bis 1959 hin. Bei Specialty Records erschienen als EP ausschließlich die 6-scheibige Reihe Here’s Little Richard, auf deren zweiten Ausgabe Specialty EP-401 im März 1957 Ready Teddy neben Slippin’ and Slidin’, Oh Why? und Baby präsentiert wurde. Zugleich fand der Titel Eingang in die Trackliste des ersten gleichbetitelten Albums Here’s Little Richard unter der Nummer Specialty 100 beziehungsweise 2100.
Ready Teddy hielt Einzug in Little Richards Live-Programm und wurde über die Jahre regelmäßig gespielt. Einige der Konzerte wurden auch für Live-Alben aufgenommen. Am 17. Januar 1966 gab der Sänger sein Standard-Repertoire im Domino Club in Atlanta, Georgia zum Besten, das im Januar 1967 auf dem Album Little Richard Sings His Greatest Hits – Recorded Live auf Modern Records erschien. Ready Teddy ist dabei kaum 40 Sekunden lang. Die Aufnahme wurde zudem nachbearbeitet und weitgehend ohne Publikumsgeräusch zusammen mit Tutti Frutti und Do You Feel It – Part 1 auf Single herausgegeben. Ein ähnliches Programm kam am 30. August 1976 für S. J. Productions im Jack Clement Studio zur Aufnahme. Die Liner Notes des Albums Little Richard Live! auf K-tel Records behaupten ebenso wie der Titel der Platte eine Live-Session. 1992 nahm Little Richard zum letzten Mal ein komplettes Album auf. Es bestand aus früheren Hits und war eine Zusammenarbeit mit dem japanischen Gitarristen Masayoshi Takanaka. Unter dem entsprechenden Titel Little Richard Meets Masayoshi Takanaka kam die Platte auf EMI Music Japan unter der Nummer TOCT 6619 heraus und enthielt als siebten Track Ready Teddy.

## Coverversionen
Ready Teddy wurde seit seiner Erstveröffentlichung mindestens 50-mal gecovert.
Zeitnah nahmen sich einige namhafte Rock-’n’-Roll-Kollegen Little Richards Chartnummer an.
- 1956 – Elvis Presley auf RCA 45-7906 und auf dem Album Elvis, RCA LPM 1382
- 1958 – Buddy Holly auf dem Album Buddy Holly, Coral CRL 57210
- 1958 – Carl Perkins auf dem Album Whole Lotta Shakin’, Columbia CL-1234
- 1959 – Gene Vincent auf dem Album Sounds Like Gene Vincent, Capitol T 1207

Nicht alle frühen Aufnahmen kamen zur Veröffentlichung, sondern sind viel später im Zuge musik-archivarischer Arbeiten herausgekommen.
- 1956 – Roy Orbison, erschien 2002
- 1956 – Bob Dylan (Fragment)
- 1958 – Bob Luman, erschien 1997 auf dem Live-Album Town Hall Party 1958-61, Country Routes RFD15
- 1959 – Rockin’ R’s, erschien 1988 auf dem Album Crazy Baby, Norton-205
- 1959 – Johnny Hallyday, erschien 1993
- 1960 – David Box and the Ravens, erschien 2002
- 1960 – Bailey’s Nervous Kats, erschien 2000 auf dem Album Get Nervous, Ace CD 756
- 1965 – The Searchers, erschien 2004 auf dem Album BBC Sessions, Castle Music Ltd.

In Europa wurde zuerst die skandinavische Rock-’n’-Roll-Szene auf den Song aufmerksam.
- 1958 – Finn and His Rock Ramblers auf der EP Sonora SEP 129
- 1958 – Per Granberg mit dem Sigurd Jansens Orkester auf Philips 353 126 PF
- 1964 – The Danish Sharks auf dem Album Ready, Steady, Go! with The Danish Sharks, Triola TDL 209
- 1964 – Jerry Williams auf Sonet T 7612

Auch die britische Merseybeat-Szene adaptierte den Standard schnell.
- 1959 – Cliff Richard and the Drifters auf der EP Cliff 2, Columbia SEG 7910
- 1961 – Tony Sheridan auf dem Album My Bonnie, Polydor 46 612 in Mono und Polydor 237 112 in Stereo
- 1963 – The Tornados auf der EP Tornado Rock, Decca DFE 8533
- 1964 – Sounds Incorporated auf dem Album Sounds Incorporated, Columbia 33SX 1659
- 1965 – The Swinging Blue Jeans

Anfang der 1960er Jahre war der Titel in Frankreich angekommen.
- 1961 – Vince Taylor auf der EP Barclay 70424
- 1963 – Eddy Mitchell auf dem Album Eddy in London
- 1964 – Johnny Hallyday in einer französischsprachigen Version unter dem Titel Belle auf der EP Les rocks les plus terribles: vol. 1, Philips
- 1969 – Brian Burd and the Black Sabbath auf dem Album Rock Story Vol. 1, Disques Vogue CLVLX 358

In Spanien wurde Ready Teddy bereits in den späten 1950ern aufgenommen.
- 1959 – Los Estudiantes auf Philips 428 230

1965 versuchte sich die deutsche Beat-Szene am Stück.
- 1965 – German Blue Flames auf dem Album German Blue Flames, Ariola 72256 IT

In Australien wurde der Titel durch Johnny O’Keefe aufgegriffen.
- 1964 – Johnny O’Keefe auf dem Album The J.O’K. Sound – Songs With Soul, Songs With Beat, Leedon LL 31292

Auch lateinamerikanische Ausgaben sind bekannt.
- 1961 – Pat Henry auf Odeon Chile 3179[13]
- 1977 – Raul Seixas auf dem Album Raul Rock Seixas, Philips Records

Das in den 1970er Jahren einsetzende Rock-’n’-Roll-Revival griff den Song erneut auf.
- 1970 – Phil Ochs als Teil des Presley-Medleys auf dem Livealbum Gunfight at Carnegie Hall, A&M Records
- 1972 – Adriano Celentano auf dem Album I mali del secolo
- 1972 – Per ‚Elvis‘ Granberg & The New Jordal Swingers auf dem Album Rock ’n’ Roll Forever, Fontana 6426 038
- 1973 – James Montgomery Band auf dem Album First Time Out, Capricorn Records CP 0120
- 1973 – Big Wheelie & The Hubcaps als Teil des Little Richard Medleys, Scepter Records 12385
- 1974 – Teddy Palmer’s Rumble Band auf dem Album Teddy Bear, Polydor 2908 016
- 1974 – Burt Blanca auf dem Album Rock Around the Clock, Music for Pleasure MFP 2M 046 13219
- 1975 – John Lennon als Teil des Medleys Rip It Up/Ready Teddy auf dem Album Rock ’n’ Roll, Apple 3419 (USA), Apple PCS 7169 (Großbritannien)
- 1975 – Shakin’ Stevens and the Sunset auf der EP Frantic, Skydog EP 006
- 1976 – Roy Powell & The Shiver Givers als Teil des Tribute to Elvis auf dem Album The Giants of Rock ’n’ Roll, Yum Yum Records 27 144 OT
- 1976 – Brian Protheroe im Medley auf dem Musical-Album Leave Him to Heaven, Chrysalis CHR-1118
- 1977 – Paul Dragon auf dem Album Golden Memories, Belle Meade BM SLP 1002
- 1977 – Country Road auf dem Album Rock ’n’ Roll, RCA PL 40075
- 1979 – Bobby Solo als Teil des Medleys Rock Pie auf dem Album Rock ’n’ Roll, EMI – 3C 064-18390
- 1979 – Charlie Daniels Band auf dem Album Million Mile Reflections, Epic JE 35751
- 1981 – Stroff auf Lark 3522
- 1981 – Ricky & The Rockets auf dem Album Rock’n Roll Disco, Arcade ADE G 140

Nach einigen Jahren Pause feierte der Song sein Comeback durch die Neo-Rockabilly-Szene.
- 1992 – Karel Zich & Flop in einer tschechischen Version unter dem Titel Jsem Ready auf dem Album Za to muže Rock ’n’ Roll
- 1995 – Brian Setzer auf der Kompilation Blue Suede Sneakers, Lightyear Entertainment 54144-2
- 1996 – The Baltimores auf dem Album Booze, Battle & Women, Pollytone PEPCD 116
- 1996 – The Paralyzers auf dem Album Calling Elvis, Vampirella VMLP 170435
- 1996 – Good Rockin’ Tonight auf dem Album On the Rebound, GRT 4
- 2003 – Jerry J. Nixon auf dem Album Gentleman of Rock ’n’ Roll, Voodoo Rhythm Records VRCD16
- 2004 – Terry Buchwald auf dem Album Good Rockin’ – Then and Now, Rhapsody
- 2005 – 78Twins auf dem Album Twins in Town, bmb-studio & twins tunes musikverlag
- 2005 – Scotty Moore mit Paul Ansell auf der Video-DVD A Tribute to the King, Universal Music
- 2006 – Hot Chickens auf dem Album Speed King, SFAX CD011
- 2009 – The Neatbeats auf dem Album Beat Side Hits, Majestic Sound Records MSCD-042
- 2013 – The Malditos auf dem Album Evil Robot Stole My Girl, ERSMG1201

Das in London aufgeführte Musical Buddy wurde 1991 mit den Originaldarstellern aufgenommen und beinhaltet auch Ready Teddy.
- 1989 – Original London Cast auf dem Live-Album Buddy: The Buddy Holly Story, First Night Records

## Bedeutung, Kritik und Erfolg
Little Richard übernahm Ready Teddy in sein Live-Repertoire, das er mit nur wenigen Unterbrechungen durch religiöse Studien bis ins hohe Alter spielte. Dadurch und durch die vielen Coverversionen namhafter Interpreten gehört Ready Teddy als „absoluter Klassiker“ zum Kanon der bekannten und vielgespielten Rock-’n’-Roll-Standards. Zudem zeichnet Ready Teddy als Crossover den Erfolg des afroamerikanischen Originalinterpreten mit, der über seinen Spartenmarkt des Rhythm and Blues hinaus im Popmarkt bei der weißen Käuferschaft punkten konnte, wie andersherum weiße Künstler den Titel interpretierten und damit den schwarzen Rhythm-and-Blues-Markt belebten. Die Wirkung, die der „wild hämmernde Rock-’n’-Roll-Driver“ auf die Hörerschaft haben muss, beschreibt der Kulturkritiker und Musikjournalist Greil Marcus: „Man schüttelt ungläubig den Kopf, dass so etwas überhaupt jemals hatte passieren können, dass es hatte aufgenommen werden können, dass es nun direkt vor dir präsent ist, als passierte es zum ersten Mal, nicht als Wiedergabe von irgendetwas, sondern als Geschehnis selbst.“
Neben dem Titelsong The Girl Can’t Help It und She’s Got It konnte Little Richard Ready Teddy im 1956 gedrehten Hollywood-Film The Girl Can’t Help It im Playback-Verfahren zum Besten geben. Little Richard spielt sich hierbei selbst bei einem verhalten inszenierten Auftritt mit seiner Live-Band The Upsetters. Als Tonspur kam allerdings die Aufnahme mit der Studio-Band zum Einsatz, so dass Lee Allens Tenorsaxophonsolo im Film vom Upsetter Grady Gaines synchronisiert werden musste, der dazu den Flügel erklomm.
Noch vor dem offiziellen Charteintritt verkaufte sich die Single bereits in den ersten zehn Tagen nach der Veröffentlichung so gut, dass sich das Label in Little Richards Namen mit einem offenen Brief im Billboard Magazin an Radiomoderatoren, Händler und Vertriebsleute wendete und sich für 342.000 verkaufte Einheiten bedankte. Im Lauf der Zeit erhöhte sich die Zahl der Verkäufe auf über zwei Millionen. Damit erreichte die Platte Goldstatus, ohne allerdings mit einer Goldenen Schallplatte zertifiziert zu werden, die erst ab 1958 offiziell von der RIAA vergeben werden.
Die R&B-Charts des Billboard bestanden 1956 mit den Verkaufscharts („R&B Best Sellers in Store“), den Jukebox-Charts („Most Played R&B in Juke Boxes“) und den Radio-Charts („Most Played R&B by Jockeys“) aus drei separaten Bestenlisten. Bei den ersten beiden wurde die Single vor allem mit deren Haupttitel bewertet, nur die Radio-Charts führten beide Seiten der Platte getrennt. Specialty Records verzichtete bewusst auf eine Zuordnung zu A- und B-Seite und überließ es dem Markt, welcher Titel bevorzugt nachgefragt wurde. Specialty 579 chartete erstmals am 30. Juni 1956 in den Verkaufscharts, allerdings aufgrund der Nachfrage nach Rip It Up. Die Markierung der Rückseite Ready Teddy in Fettschrift verdeutlicht aber, dass dem Titel ein bemerkenswerter Anteil am Verkaufserfolg der Platte zugeschrieben wurde. Auch im Chartverlauf der Jukeboxcharts wurde Ready Teddy lediglich sechs Wochen lang hinter Rip It Up mitgenannt. In den Radio-Charts konnte sich Ready Teddy selbständig platzieren: Am 7. Juli 1956 debütierte der Song dort mit Platz acht auf seiner Spitzenposition und übertraf in dieser Woche die ansonsten erfolgreichere Seite Rip It Up sogar um einen Platz. Der Titel konnte sich sechs Wochen bis zum 11. August halten. Nach einer Woche Pause platzierte sich der Titel am 25. August erneut auf Platz elf und hatte in der Folgewoche mit Platz 14 seine letzte Chartnotierung. Nach der bei Joel Whitburn gängigen Methodik der Chartstatistik verbrachte Ready Teddy demnach acht Wochen in den R&B-Charts und besetzte als Höchstposition Platz acht. Als Crossover konnte Ready Teddy auch in den Top-100-Charts punkten: Der Einstieg erfolgte ebenfalls am 7. Juli 1956 auf einem 80. Platz. Die Höchstposition auf Rang 44 wurde am 21. Juli erreicht. Nach insgesamt acht Wochen war der Titel am 25. August 1956 zum letzten Mal in den Popcharts notiert. Neben der Top-100-Liste wurden analog zu den R&B-Charts auch im genreübergreifenden Popsegment Verkaufs-, Radio- und Jukebox-Charts geführt, allerdings nur bis Platz 25, den Ready Teddy aber verfehlte.
Zwar hat sich außer der Version von Little Richard keine weitere Single in den Charts platzieren können, aber auf fünf Alben, die in die Album-Charts kamen, war der Titel vertreten: Elvis Presley coverte den Titel auf seinem Album Elvis, RCA LPM-1382, das 1956 fünf Wochen auf Platz eins der Album-Charts stand und insgesamt 32 Wochen in den Album-Charts notierte. 1957 wurde mit Here’s Little Richard auf Specialty 2100 die erste LP von Little Richard veröffentlicht, auf der sich die Singleversion von Ready Teddy befand. Die LP erreichte Platz 13. 1975 nahm John Lennon den Titel in einem Rock-’n’-Roll-Medley im Rahmen seines Albums Rock ’n’ Roll auf Apple 3419 auf und erreichte damit einen sechsten Platz. Ebenfalls 1975 erschien der Sampler More American Graffiti des Discjockeys Wolfman Jack. Auf dem Doppelalbum wurde die Version des Songs von Little Richard erneut veröffentlicht. Das Album kam auf Platz 84. 1988 wurde die Version von Elvis Presley auf dem Soundtrack des Films Heartbreak Hotel erneut veröffentlicht. Das Doppelalbum mit der Nummer Asylum 90004 konnte lediglich bis Platz 176 vorrücken.